# Jenny Dossi
Jenny Dossi (Treviglio, 27 novembre 1992) è una calciatrice italiana, terzino o ala della Riozzese.

## Carriera

### Club
Jenny Dossi si interessa fin da giovanissima al calcio e contattata dal Mozzanica decide di tesserarsi con la società che la inserisce nelle formazioni giovanili, prima nelle Giovanissime per poi vestire la maglia biancoceleste nel Campionato Primavera di categoria.
Le prestazioni offerte nei campionati giovanili convincono la società a concedergli fiducia inserendola, dalla stagione 2008-2009, in rosa tra le riserve nella formazione titolare che gioca in Serie A2.
Pur contribuendo marginalmente può fregiarsi della conquista della Serie A al termine della stagione 2009-2010, e venendo meno i suoi impegni nelle giovanili per la raggiunta massima età viene inserita stabilmente in rosa conquistando il posto da titolare nella retroguardia biancoceleste dalla stagione 2012-2013, anno in cui riesce anche ad andare a segno per la prima volta nel massimo livello del campionato italiano femminile di calcio.
A seguito di un infortunio patito nel corso della stagione 2015-2016, non ha rinnovato il contratto con il Mozzanica di comune accordo con la società, dedicandosi nei due anni successivi a recuperare la forma fisica. Dopo due anni di inattività, nell'estate 2018 ha firmato un contratto con la Riozzese, prossima a disputare il campionato di terza serie nazionale.

## Palmarès
- Campionato italiano di Serie A2: 1

Mozzanica: 2009-2010
- Coppa Italia Serie C: 1

Riozzese: 2018-2019